# アペプ

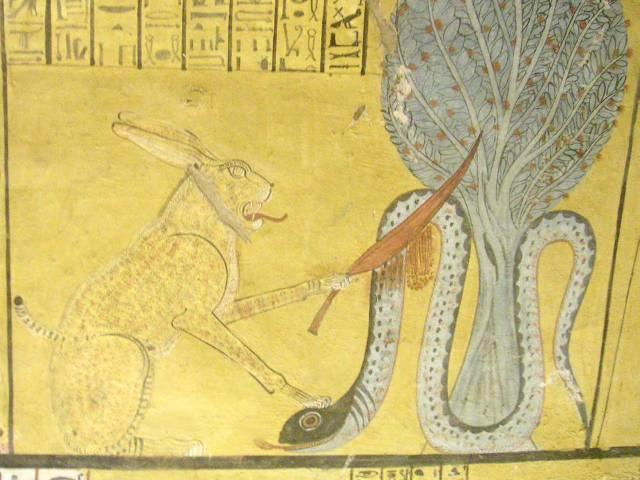
夜の象徴たる大蛇アペプ（右）とアトゥム＝ラーの象徴たる未去勢の雄猫（左）。両者は毎晩戦っているとされた。（インヘルカウの墓壁画）

アペプ（Apep）は、エジプト神話における悪の化身。古代エジプト語での名は他に、アーペプ（アアペプ、Aapep）、アペピ（Apepi）、アピペ（Apipe）、アポペ（Apope）などが挙げられる。古代エジプト語のヒエログリフは、母音を明確に記述しないため本来の発音は、はっきりしない。古典ギリシア語転記であるアポピス（’Αποφις, Apophis）でもよく知られる。

## 概要
闇と混沌を象徴し、その姿は、主に大蛇として描かれる。蛇は、古代エジプト人にとって身近で畏怖される存在であった。太陽の運行を邪魔するのでラーの最大の敵とされる。
アポピスは、世界が誕生する前のヌンに象徴される原始の水の中から生まれた。世界の秩序が定まる前に生まれたので秩序を破壊しようとすると考えられた。あるいは、元は太陽神としての役割を担っていたが、それをラーに奪われたため彼を非常に憎み、敵対するようになった。ここからラーの乗る太陽の船の運航を邪魔し、日食を起こすと考えられた。
冥界に捕えられており、ここを死者の魂が通ると襲う。死者の書は、アポピスから身を守る方法が描かれているとされた。またラーの乗る太陽の船が通過する時にセトが船を守りアポピスを打ち倒すため、天敵といわれている。しかし時代が下ると、その邪悪さのためにセトと同一視された。